# Citorek Tengah
Citorek Tengah is een bestuurslaag in het regentschap Lebak van de provincie Banten, Indonesië. Citorek Tengah telt 3358 inwoners (volkstelling 2010).